# شعبية وادي الحياة
شعبية وادي الحياة هي إحدى مناطق ليبيا عاصمتها مدينة أوباري. بلغ عدد سكانها عام 2006 ما يقارب 72,587 نسمة، تبلغ مساحتها 31,890 كيلومترًا مربعًا (12,310 ميل مربع) مع كثافة سكانية تبلغ 2.28 شخصًا لكل كيلومتر مربع.
يحدها من الشمال وادي الشاطئ، ومن الشرق سبها، ومن الجنوب مرزق، ومن الغرب غات. المنطقة جزء من التقسيم الجغرافي لفزان في ليبيا والذي معظمه صحراوي.

## نبذة
تقع غرب محافظة سبها في ليبيا. توجد بها ثروات نفطية ومائية وسياحية هائلة لاحتوائها بحيرة قبرعون الشهيرة والتي تعتبر مقصدا سياحيا يقصده السياح ومدينة جرمة الأثرية ومتحف جرمة السياحي وجبل زنكيكره وأهرامات الحطية وأهرامات الخرائق والكثبان الرملية الممتدة على طول الوادي والعديد من المواقع الأثرية الهامة كما أن الزراعة تعد الركيزة الأولى لسكان الشعبية وتشتهر بإنتاج البصل والبطيخ والعنب والطماطم والتمور والحبوب ومن أهم المشاريع مشروع مكنوسة وبرجوج وايراون والديسة الحطية وغيرها، أما في المجال الصناعي فالنفط يعد من ركائزها إذ يوجد ما يتجاوز ال 20 شركة، أجنبية منها ومحلية ومن أهم الشركات الأجنبية العاملة بالشعبية شركة ريبسول الأسبانية للأعمال النفطية وشركة شلومبرجير العالمية وشركة شل الإنجليزية وتوتال الفرنسية وال سي أم المغربية وجي إند بي القبرصية اليونانية وشينا بتروليوم الصينية وهاليبرتون الألمانية وأوكسي دينتال الأميريكية وغيرها الكثير كما يتوافد على الشعبية العديد من السواح الأجانب من مختلف دول العالم.

## وادي الحياة تاريخيا
يقع وادي الحياة في منتصف فزان تقريبا وتمتد من الغرب إلى الشرق قرابة المائتي كيلومتر ما بين خط الطول 13 درجة و 14 درجة شرقا كما أنها تقع على خط العرض 30 و 26 درجة شمالا والوادي عبارة عن إخدود منخفض من الأرض تحده من الناحية الجنوبية سلسلة من الجبال الصخرية تعرف باسم حمادة مرزق بينما تحدها من الناحية الشمالية مرود عالية من الرمال تكون الحافة الجنوبية لصحراء أوباري. ويتراوح اتساع الوادي من مكان لآخر ما بين النصف كيلو متر والعشرين كيلومترا.
ويخترق الوادي طريق معبد من مدينة سبها إلى بلدة أوباري بحوالي 200 كيلومتراً، ويتناثر في بطن الوادي عدة قرى تمتد من الشرق إلى الغرب فتوجد عند أول الوادي من الناحية الشرقية قرية الأبيض ثم بلدة بن حارث وتوجد بها قلعة مقامة على تل عال يشرف على الوادي ثم قرية الحمرة وقصر خليف التي يوجد بعدها بلدة القلعة وهي مباني عجيبة من الأحجار على شكل أسوار ومساكن وقلاع ويقول سكانها أنها كانت عامرة على عهد سلاطين أولاد محمد في القرن السادس عشر الميلادي ثم أطلال قصرين التي توجد قبلة جبانة التناحمة ثم بلدة الرقيبة حيث تعتبر الركيزة الأساسية في الزراعة ثم بلدة لاركو التي توجد عند ممر المكنوسة ثم بلدة تكركيبة والقراقرة حيث يوجد في جوارها الجبانية ذات القبور الهرمية ثم بلدة ابريك ثم توش ثم جرمة ثم الغريفة وهي أكثر القرى ازدحاما بالسكان بوادي الحياة، ثم أوباري.

## أهم المدن
- الأبيض
- الحطية
- الديسة
- الفخفاخة
- الغريفة
- جرمه
- ابريك
- اوباري
- توش
- بنت بيه
- الرقيبه
- القعيرات
- الفقار
- تويوه
- قراقرة
- الأبيض
- تكركيبة
- الفجيج
- التناحمة
- الزوية
- القلعة
- أخليف
- الحمراء
- القراية
- قبرعون الجديدة
- بن حارث

## أهم المناطق داخل المحافظة
- الأبيض
- «بنت بيه» هي منطقة المنتصف ما بين سبها وأوباري حيث تبعد 100 كم من سبها و 100 كم من أوباري، يقدر عدد سكانها بأكثر من 7000 نسمة.

تتكون مدينة بين بية من عدة مناطق وهي بنت بية المركز - السنودة - سيدي على - بوقدقود - التناحمة - الزوية - القلعة - الرابطة - بودرنة وغيرها
تعتبر ثاني أو ثالث مركز خدمات في الشعبية، يوجد بها مصرف الصحاري ومرف زراعي ومكتب خدمات البريد ومعهد العالي للمهن الشاملة ومحكمة ومركز شرطة وبعض الخدمات الأخرى.
- الرقيبة
- القراية
- الفجيج
- الخرائق
- ابريك
- جرمة

## وصلات خارجية
- خبار بلادي.. ليبيا.. شعبية وادي الحياة